# Alissa Ganieva
Pour les articles homonymes, voir Alissa (homonymie).
Alissa Arkadievna Ganieva (en russe : Али́са Арка́дьевна Гани́ева), née le 23 septembre 1985 à Moscou en Russie, est une critique littéraire et romancière russe.

## Biographie

### Enfance et famille
Originaire du Daghestan (république du Caucase nord), sa langue maternelle est l'avar, mais elle parle et écrit également en russe depuis l’âge de 5 ans.

### Études
Elle a déménagé à Moscou en 2002 pour ses études à l’université littéraire Gorki de Moscou.

### Carrière en littérature
Alissa Ganieva a travaillé comme rédactrice-pigiste au journal Nezavissimaïa Gazeta.
Elle est devenue membre du Comité de rédaction de la revue « études littéraires » en 2008 et a été publiée en tant que critique littéraire pour divers périodiques russes - magazines Problèmes de la littérature, Design, Études littéraires, Novy Mir, Oktyabr, Snob, le journal La littérature russe, NG-Ex Libris.
Vainqueur du prix littéraire Дебют (ru) en français : « Début »[réf. souhaitée] pour sa nouvelle Salam, Dalgat ! qui retrace le quotidien d'un jeune homme à Makhatchkala, capitale du Daghestan. Cette nouvelle a provoqué des débats notamment au Daghestan, qui est une région assez traditionaliste.
En 2012, elle publie son premier roman, La montagne du festin.

## Prix et récompenses
- Lauréate du prix de l'hebdomadaire « La littérature russe » avec « Au début le plus excitant » (2005).
- Prix du diplôme pour « La rose cristal de Viktor Rozov » (2007) et le Prix littéraire Volochine (2007, 2009).
- Vainqueur du Prix littéraire Gorki avec « Pensées intempestives » (2009)[réf. souhaitée].
- Lauréat du prix de la revue « Octobre » en critique littéraire (2009).
- Lauréate du prix « Début » avec « Une grande prose » sous le pseudonyme de Gulla Hiratchev (2009)[4].
- Lauréate du prix jeunes « Triumph » pour de la fiction (2010)[réf. souhaitée].
- Finaliste du prix littéraire Iouri Kazakov pour la meilleure histoire de l'année (2010).
- Finaliste du prix littéraire Ivan Petrovitch Belkine pour le meilleur roman de l'année (2010).

### Livres
- Алиса Ганиева. Салам тебе, Далгат!: Повесть, рассказ, эссе. — М.: АСТ: Астрель, 2010. — 320 с. —  (ISBN 978-5-17-069107-4) [Traduction en français : Salam, Dalgat ! roman traduit du russe par Joëlle Dublanchet, éditions de l'aube, La Tour d'Aigues, 2013,  (ISBN 978 - 2 - 8159 - 0804 - 7)]
- Алиса Ганиева. Полёт археоптерикса: Литературная критика, эссе. — М.: Независимая газета, 2010. — 136 с. — (Ex libris). —  (ISBN 978-5-86712-174-7)
- Алиса Ганиева. Праздничная гора: роман. — М.: АСТ: Астрель, 2012. — 253 с. —  (ISBN 978-5-271-44515-6)[15]

### Articles
- И скучно, и грустно. Мотивы изгойства и отчуждения в современной прозе // Новый мир. — 2007. — № 3.
- Мятеж и посох. // Новый мир. — 2008. — № 11.
- Полёт археоптерикса. О мотивах современной российской прозы // Литературная учёба. — 2009. — № 2.
- Мифы-фантомы и рыночная оккупация. Герман Садулаев // Вопросы литературы. — 2009. — № 3.
- Вчера не догонишь — от завтра не уйдешь // Знамя. — 2009. — № 10.
- Встряхнуть перед потреблением // Октябрь. — 2009. — № 11.
- Хрестоматийный глянец // Октябрь. — 2010. — № 8.

### Contes
- Девочка и свет // Независимая газета. — № 2008-04-10.
- Свинья в огороде // Независимая газета. — № 2008-06-05.
- Сова и слон // Независимая газета. — № 2008-08-07.
- Принцесса была прекрасная // Независимая газета. — № 2008-09-04.
- Смех в лесу // Независимая газета. — № 2008-11-20.
- Мальчик с жёлтым лицом // Независимая газета. — № 2009-01-15.
- Обычный мальчик Егор // Независимая газета. — № 2009-03-12.
- Вася, Гера и золотая тётя // Независимая газета. — № 2009-05-14.
- Акучи-макучи! // Независимая газета. — № 2009-08-20.
- Говорящие вещи! // Независимая газета. — № 2009-12-17.
- Девочка-ниточка // Независимая газета. — № 2010-06-24.
- Мокрые ноги // Независимая газета. — № 2010-10-07.
- Кругосветный медведь // Независимая газета. — № 2010-12-16.
- Мамы и папы // Независимая газета. — № 2011-01-20.
- Маруся-красавица // Независимая газета. — № 2011-04-28.
- Всем весело // Независимая газета. — № 2011-08-11.
- Хапу и Харт // Независимая газета. — № 2011-08-25.
- Сладкие детки // Независимая газета. — № 2011-09-29.
- Нервы // Независимая газета. — № 2011-11-24.
- Мальчик-девочка // Независимая газета. — № 2012-06-28.
- Новогодняя радость // Независимая газета. — № 2012-12-20.